# Hongkong (wyspa)

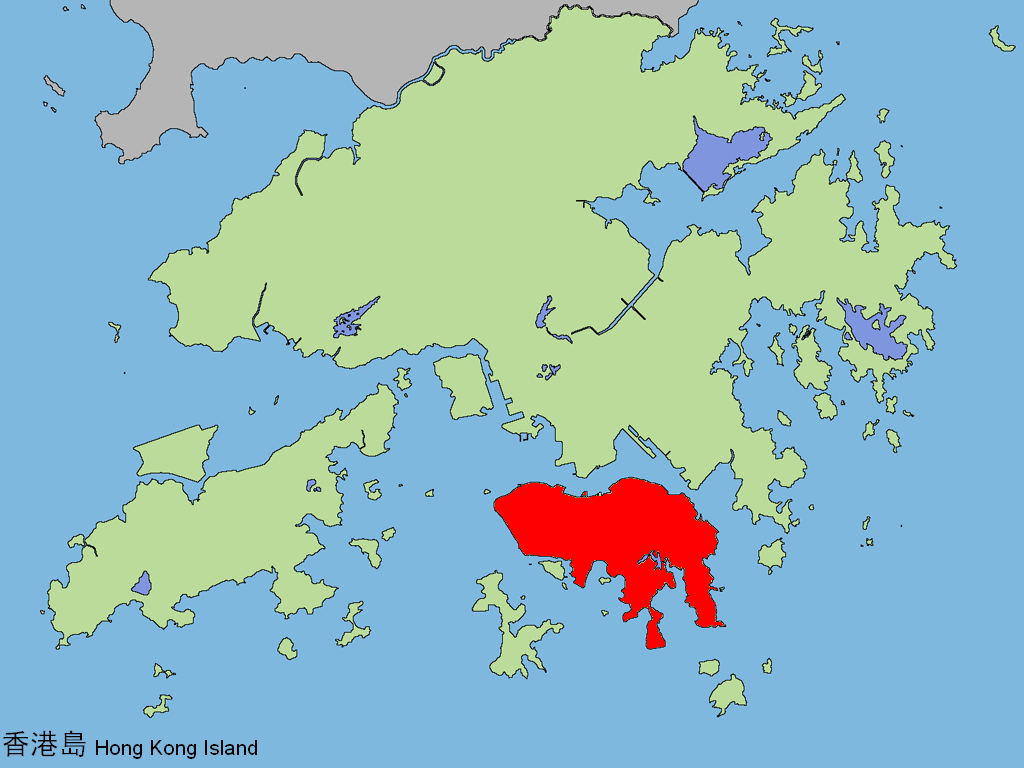
Lokalizacja wyspy Hongkong

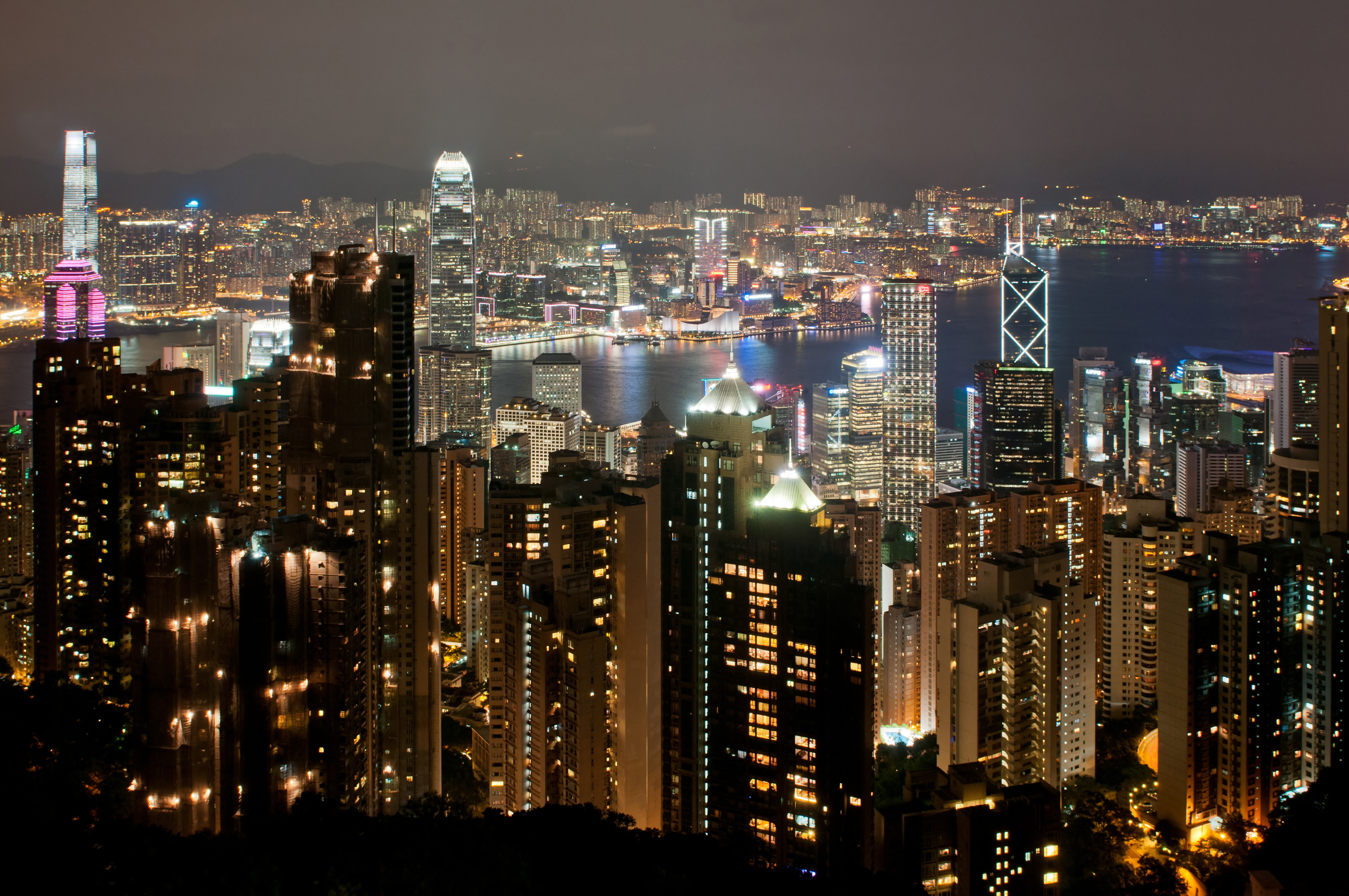
Panorama miasta, widok ze Wzgórza Wiktorii

Hongkong – wyspa w południowej części Specjalnego Regionu Administracyjnego Hongkong Chińskiej Republiki Ludowej.
W 2008 roku wyspa była zamieszkiwana przez 1 289 500 mieszkańców, a gęstość zaludnienia wynosiła 16 390 os./km². Powierzchnia wyspy wynosi 80,4 km² i jest drugą co do wielkości wyspą na terenie Regionu Hongkongu (HKSAR) po wyspie Lantau.
Cieśniną oddzielającą wyspę Hongkong od półwyspu Koulun jest Port Wiktorii (Victoria Harbour) jeden z najgłębszych portów świata. Od strony prawnej Port Wiktorii jest zdefiniowany jako obszar ograniczony od strony zachodniej linią łączącą wyspę Tsing Yi z Zieloną Wyspą (Green Island), a na wschodzie kończy się w przewężeniu Lei Yue Mun.
Na początku lat 40. XIX wieku wyspa została przejęta przez Wielką Brytanię i zostało założone miasto Victoria.
Wyspa słynie m.in. z Wzgórza Wiktorii, parku rozrywki Ocean Park Hong Kong, miejsc historycznych oraz centrów handlowych. Krajobraz wyspy, a szczególnie jej dzielnicy Central, jest zdominowany przez liczne drapacze chmur, w których swoje siedziby mają banki i korporacje. Transport publiczny na wyspie zapewniają linie metra i autobusy, a także linia tramwajowa obsługiwana wyłącznie przez tramwaje piętrowe.

## Dzielnice
Wyspa Hongkong podzielona jest na następujące dzielnice:
- Central and Western
- Eastern
- Southern
- Wan Chai